# Vučipolje (Bugojno, BiH)
Vučipolje je naseljeno mjesto u općini Bugojno, Federacija Bosne i Hercegovine, BiH.

## Povijest
Selo je stradalo u bošnjačko-hrvatskom sukobu. Tijekom bitke za Bugojno, bilo mjestom ratnih zločina nad Hrvatima. 19. prosinca svi hrvatski civili, pod prijetnjom oružja, morali su napustiti područje pod kontrolom Armije BiH. Napad Armije BiH je počeo oko 21 sat 18. srpnja 1993. godine. Žene, djeca i starci sklonili su se u podrum obiteljske kuće kojoj je vlasnik Marko Živko. Civili su pokušavali izvidjeti je li moguće izvući se iz podruma i skloniti na sigurnije mjesto. Ivica Živko (52) je zato izvirio iz podruma, ali je odmah pogođen s dva metka. Iste večeri je ubijen Franjo Živko, pri pokušaju da izađe iz podruma susjedne kuće. Ranjenog Ivicu Živka su pripadnici Armije BiH 19. srpnja, navodno, odveli u bolnicu. 25. srpnja 1993. pripadnici Armije BiH su u Vučipolju ubili 5 ovdašnjih Hrvata. 26. srpnja 1993. iz sela Udurlija, Luga, Čaušlija, Bristova, Rosulja, Kule i Vučipolja, Hrvati su se okupili u Crniču, odakle su preko sela Mračaja i Kupresa pošli ka Hercegovini, Hrvatskoj i dalje u svijet.
Srpnja 1993. ubile su u Vučipolju postrojbe Armije BiH deset Hrvata. To su: Marijan (Jozo) Bekavac (r. 1943.), Stipo (Ivo) Gvozden (r. 1964.), Ana (Marija) Crnjak (r. 1937.), Slavka (Blaško) Živko (r. 1910.), Anđa (Marija) Ninković (r. 1936.), Pero (Stipo) Brkanović (r. 1928.), Stipo (Anto) Kasalo (r. 1938.), Josip (Vinko) Žulj (r. 1961.), Igor (Ivo) Kolovrat (r. 1975.), Ivo (Stojko) Kolovrat (r. 1949.).

## Stanovništvo

### Popisi 1971. – 1991.
| Vučipolje          |              |              |              |
| godina popisa      | 1991.        | 1981.        | 1971.        |
| Hrvati             | 709 (70,90%) | 719 (76,16%) | 533 (88,98%) |
| Muslimani          | 232 (23,20%) | 178 (18,85%) | 57 (9,51%)   |
| Srbi               | 33 (3,30%)   | 35 (3,70%)   | 9 (1,50%)    |
| Jugoslaveni        | 1 (0,10%)    | 10 (1,05%)   | 0            |
| ostali i nepoznato | 25 (2,50%)   | 2 (0,21%)    | 0            |
| ukupno             | 1.000        | 944          | 599          |

### Popis 2013.
| Vučipolje          |              |
| godina popisa      | 2013.        |
| Bošnjaci           | 564 (56,46%) |
| Hrvati             | 422 (42,24%) |
| Srbi               | 1 (0,10%)    |
| ostali i nepoznato | 12 (1,20%)   |
| ukupno             | 999          |